# Flora Murrayová
Flora Murrayová CBE (8. května 1869 Dumfries – 28. července 1923 Londýn) byla skotská průkopnice medicíny a sufražetka, členka Ženské sociální a politické unie.

## Životopis
Flora Murrayová se narodila 8. května 1869 v Murraythwaite v Dumfriesu jako dcera Grace Harriet (rozená Grahamové) a Johna Murraye, statkáře a kapitána Královského námořnictva.
Navštěvovala školy v Německu a Londýně. Poté šla studovat lékařství na London School of Medicine for Women. Lékařské vzdělání dokončila na Durhamské univerzitě, obdržela titul MB BSc v roce 1903, a MD v roce 1905. V roce 1906 získala diplom v oblasti veřejného zdraví na Univerzitě v Cambridgi. Před návratem do Londýna pracovala ve Skotsku.
V roce 1905 byla Murrayová lékařkou na Belgrave Hospital for Children a poté anestezioložkou v Chelsea Hospital for Women. V roce 1905 The Lancet publikoval její článek o použití anestetik u dětí s názvem „Ethylchlorid jako anestetikum pro děti“.
V roce 1908 Murrayová vstoupila do Sociálního a politického svazu žen a pracovala jako vojenská lékařka. Promlouvala na shromážděních a manifestacích a poskytovala první pomoc na demonstracích sufražetek. Také se starala o Emmeline Pankhurstovou a další hladovkáře po jejich propuštění z vězení. Spolu s dalšími lékaři vedla kampaň proti nucené výživě vězňů.
V roce 1912 Murrayová spolu s Louisou Garrettovou Andersonovou založily Ženskou nemocnici pro děti (Women's Hospital for Children). Tato nemocnice poskytovala zdravotní péči dětem z dělnické třídy a dala lékařkám jedinou možnost, jak v Londýně získat nemocniční pediatrické zkušenosti.
Během první světové války Murrayová sloužila ve Francii pro Women's Hospital Corps (WHC). Spolu s Louisou Garrettovou Andersonovou založily vojenské nemocnice v Paříži a v Wimereux. Jejich návrhy byly nejprve britskými úřady odmítány, ale nakonec se WHC podařilo etablovat v rámci vlastní vojenské nemocnice Endell Street Military Hospital v Londýně, jejíž personál tvořily pouze ženy, od hlavní chiruržky po ošetřovatelky.
Flora Murrayová je pohřbena v Kostele Nejsvětější Trojice vedle své partnerky a kolegyně, Dr. Louisy Garrettové Andersonové v blízkosti jejich domu v Pennu v Buckinghamshiru. Garrettová má na náhrobku napsáno „Byli jsme neuvěřitelně šťastní“.